# Сид Вишес (рестлер)
Си́дни Рэ́ймонд Ю́ди (англ. Sidney Raymond Eudy; 16 декабря 1960, Уэст-Мемфис, Арканзас — 26 августа 2024, Марион, Арканзас) — американский рестлер. Наиболее известен по выступлениям в WWF и WCW под именами Сид Ви́шес, Сид Джа́стис, Са́йко Сид или просто Сид.
Шестикратный чемпион мира: двукратный чемпион WWF, двукратный чемпион WCW в тяжёлом весе и двукратный объединённый чемпион мира USWA в тяжёлом весе, а также чемпион Соединённых Штатов WCW в тяжёлом весе.
26 августа 2024 года его сын Гуннар объявил на своей странице в Facebook, что Юди умер после борьбы с раком. Ему было 63 года.

## Карьера в рестлинге
Сидни Юди дебютировал в рестлинге в 1987 году в промоушене CWA. Через 2 года он перешёл в WCW, взяв псевдоним Сид Вишес и образовав с Дэном Спайви команду The Sky Skrapers. Несколько месяцев спустя Вишес вошёл в состав группировки "Четыре всадника", где помимо него выступали Рик Флэр, Арн Андерсон и Барри Уиндхэм.
С 1991 года Сид несколько раз менял промоушены в течение короткого промежутка времени, пока в 1995 году он не оказался в WWF под именем Психо Сид. В WWF Сиду дважды удалось стать чемпионом федерации в тяжелом весе: 17 ноября 1996 года после победы над Шоном Майклзом на Survivor Series и после победы над Бретом Хартом на шоу RAW 17 февраля 1997 года.
Из-за полученных травм карьера Сида в WWF вскоре подошла к концу и после непродолжительного выступления в ECW он возвращается в WCW летом 1999 года. В WCW у Вишеса последовала продолжительная серия матчей без поражений, в ходе которой он завоевал титул Чемпиона Соединённых Штатов WCW в тяжёлом весе, победив Криса Бенуа на шоу Fall Brawl. В 2000 году Вишес дважды побеждал в матчах за титул Чемпиона мира WCW.
Вишес фактически завершил карьеру из-за тяжёлой травмы, полученной на шоу WCW Sin 14 января 2001 года, когда в четырёхстороннем матче за главный пояс он сломал ногу. Пройдя длительный период восстановления, Вишес больше не подписывал долгосрочных контрактов с промоушенами и ограничивался эпизодическими гостевыми матчами.

## Титулы и достижения
- Continental Wrestling Association
  - CWA Heavyweight Championship (1 раз)[5]

- NWA Northeast
  - NWA Northeast Heavyweight Championship (1 раз)[6]

- Southeastern Championship Wrestling
  - NWA Southeastern Heavyweight Championship (Northern Division) (1 раз)[7]
  - NWA Southeastern Tag Team Championship (1 раз) — с Шейном Дугласом[8]

- United States Wrestling Association
  - USWA Texas Heavyweight Championship (1 раз)[9]
  - USWA Unified World Heavyweight Championship (2 раза)[10]

- Pro Wrestling Illustrated
  - Возвращение года (1996)

- World Championship Wrestling
  - Чемпион Соединённых Штатов WCW в тяжёлом весе (1 раз)[11]
  - Чемпион мира в тяжёлом весе WCW (2 раза)[12][13]

- World Wrestling Federation
  - Чемпион WWF (2 раза)[14][15]

- Wrestling Observer Newsletter
  - Пятизвёздочный матч (1991) с Арном Андерсоном, Барри Уиндемом и Риком Флером против Стинга, Брайана Пиллмана, Рика Штайнера и Скота Штайнера (24 февраля матч WarGames на WrestleWar)
  - Самый переоцененный (1993)
  - Самый нелюбимый рестлер читателей (1993)
  - Худшее интервью (1999)
  - Худший матч года (1990) — против Ночного охотника